# コンビニエンス・ストーリー
『コンビニエンス・ストーリー』は、2022年8月5日公開の日本映画。監督・脚本は三木聡、主演は成田凌。
売れない若手脚本家の男性と不思議なコンビニで働く既婚者の女性を中心に描かれる、コンビニを入り口とした「ちょっと異世界アドベンチャー」。

## キャスト

### 主要人物
加藤
演 - 成田凌
スランプ中の若手脚本家。
ふとしたことから、欲しいものが何でも見つかるコンビニ「リソーマート」に迷い込む。
惠子
演 - 前田敦子
既婚者の女性。異世界の入り口にある不思議なコンビニ「リソーマート」で働く。
ジグザグ
演 - 片山友希
加藤の恋人で女優。
南雲
演 - 六角精児
惠子の夫でコンビニオーナー。「束縛系変人夫」。

### 映画関係者
榊
演 - 岩松了
ジグザグが出演する映画のプロデューサー。
監督
演 - 渋川清彦
ジグザグが出演する映画の監督。
国木田
演 - ふせえり
加藤が脚本を持ち込む映画会社の担当。

### その他
黒縁眼鏡の男
演 - 松浦祐也
大柄の男
演 - BIGZAM
平坂
演 - 藤間爽子
女将
演 - 小田ゆりえ
グ
演 - 影山徹
コンビニ店員。
ガ
演 - シャラ ラジマ
コンビニ店員。

## スタッフ
- 監督・脚本 - 三木聡
- 企画・オリジナルストーリー - マーク・シリング
- 製作 - 與田尚志
- エグゼクティブプロデューサー - 川崎岳、谷伸一、生方千晶
- プロデューサー - 森重晃
- 宣伝統括 - 丸山杏子
- 宣伝プロデューサー - 泉真人
- 音楽 - 上野耕路
- 音楽プロデューサー - 安井輝
- 撮影 - 高田陽幸
- 照明 - 冨川英伸
- 録音 - 高野泰雄
- 美術 - 将多、林チナ
- 装飾 - 新谷友和、安達也称
- スタイリングディレクター - 西ゆり子
- スタイリスト - 山下由、網野正和
- ヘアメイク - 合谷純子
- 特殊メイク・造形 - 中田彰輝
- 整音 - 小林喬
- 音響効果 - 柴崎憲治
- 編集 - 富永孝
- スクリプター - 阿保知香子
- VFXスーパーバイザー - 佐藤正晃
- 制作担当 - 堀内蔵人
- 助監督 - 落合俊一
- アシスタントプロデューサー - 朝海清史
- 配給 - 東映ビデオ
- 宣伝協力 - ガイエ
- 製作プロダクション - ステューディオ・スリー
- 製作 -「コンビニエンス・ストーリー」製作委員会（東映ビデオ、Dプロモーション、ライツファン・コンテンツ・クリエイティブ、ステューディオ・スリー）